# Etheriidae
Famille
Genres de rang inférieur
- Bartlettia
- Etheria
- Pseudomulleria

Les Etheriidae sont une famille de mollusques bivalves de l'ordre des Unionoida.

## Liste des genres
Selon ITIS (25 novembre 2020) :
- genre Acostaea d'Orbigny, 1851
- genre Bartlettia H. Adams, 1867
- genre Etheria Lamarck, 1807
- genre Pseudomulleria Raoul Anthony, 1907

Selon NCBI (11 février 2017) :
- genre Acostaea
- genre Etheria
- genre Pseudomulleria

Selon World Register of Marine Species (25 novembre 2020) :
- genre Bartlettia H. Adams, 1866
- genre Etheria Lamarck, 1807
- genre Pseudomulleria Raoul Anthony, 1907